# Petershäuserhof
Der Petershäuserhof, auf hunsrückisch Pirraschahof, ist ein zur Gemeinde Zilshausen gehörender Weiler.

## Geschichte des Hofs
Der in früheren Urkunden oft Budershausen oder ähnlich bezeichnete Hof war einer der vierzehn Orte des Beltheimer Gerichts im Dreiherrischen, obwohl er bis zum Ende des 18. Jahrhunderts lediglich aus einer bis zwei Feuerstellen, nämlich einem Bauernhof, einem Pfarrhaus und einer Kirche mit Kirchhof bestand. Somit war der Hofpächter zugleich Schöffe und sein eigener Heimburge (= Bürgermeister). Tatsächlich wurde auf dem Hof gelegentlich auch Gericht gehalten. Außerdem war der Hofmann Wirt mit eigenem Schankrecht, das ihm der neue Landesherr nach der Teilung des Dreiherrischen zu entziehen versuchte.
Die Hofgeschichte ist eng mit der des Klosters Maria Engelport verknüpft. Der Petershäuserhof war ihm am 14. Februar 1271 für fünf Mark Kölner Denare von Gertrud Boos von Waldeck und ihren Söhnen Johann Jakob und Buchhard überlassen worden. Die Bewohner blieben zunächst Waldecker Untertanen, waren später aber trierisch. Im Laufe der Jahrhunderte wurde der Klosterbesitz durch weitere Schenkungen auf der Petershäuser Gemarkung vergrößert.
Als der Engelporter Besitz im Rahmen der Französischen Revolution am 16. Februar 1804 für 9100 Francs (= 2426 Taler) an die ehemalige Meisterin des Klosters, Genoveva von Staader, versteigert wurde, umfasste er ein Haus mit Bering und insgesamt etwa 43 Hektar Ländereien.
Innerhalb der Grenzen des Engelporter Hofs lag ein der Pfarrkirche gehörendes Wittumsgut von gut 30 Morgen Größe.

## Geschichte der Kirche
Eine erste, der Muttergottes geweihte Kapelle, scheint dem von hier stammenden und heute in der evangelischen Kirche zu Feldkirchen befindlichen Taufstein zufolge schon im 11. Jahrhundert existiert zu haben. Die Kapelle wird erstmals in einem um 1220 erstellten Verzeichnis der Rechte des Trierer Erzbischofs erwähnt. Sie gehörte zunächst zur Pfarrei Lütz im Kleinarchidiakonat Münstermaifeld im Archidiakonat Karden. In Petershausen wohnte zunächst ein Kaplan, der auch die Kapellen von Dommershausen und Zilshausen betreute. Am 30. April 1747 wurde die Kirche konsekriert. Am 6. August 1905 wurde der Neubau (Grundsteinlegung am 9. Oktober 1903), die heutige Pfarrkirche für Zilshausen und Lahr, benefiziert, am 25. März 1911 die Kapellengemeinde Petershausen errichtet und am 20. August 1912 der erste Pfarrvikar eingestellt.

## Der Hexer von Petershausen
Die Hofleute lassen sich weitgehend lückenlos bis ins 14. Jahrhundert zurückverfolgen. Der Petershäuserhof war der beste Hof Engelports und die Hofleute nicht unvermögend. Somit geriet Johannes Homann ins Visier des 1596 gebildeten Hexenausschusses. Anders als seine Mitgefangenen Elsa Daum und Lenz von Macken, die standhaft blieben, knickte er unter der Folter ein und gestand die abenteuerlichsten Dinge. Die beiden anderen wurden freigelassen, der Hofmann aber am 23. November 1596 schuldig gesprochen und sogleich mit dem Feuer zu Aschen vom Leben zu todt hingerichtet. Als 30 Jahre später die zweite Verfolgungswelle aufflammte, beteiligte sich sein Nachfolger, der Petershäuser Hofmann und Schöffe Hans, aktiv daran. Sein zentral im Beltheimer Gericht gelegenes Gut kam ihm als Gastgeber mehrerer Zeugenverhöre zugute, woran er die stattliche Summe von 44 Gulden verdiente.